# Kosta
Kosta (bulgarisch Коста) ist als bulgarisches Diminutiv von Konstantin ein männlicher Vorname lateinischer Herkunft, der u. a. auch in weiteren Ländern der östlichen Mittelmeerregion vorkommt. Weiteres zur Etymologie des Namens siehe hier. Die griechische Entsprechung lautet Kostas (im Akkusativ und Vokativ ebenfalls Kosta).

## Namensträger

### Vorname
- Kosta Abrašević (1879–1898), serbischer Poet
- Kosta Barbarouses (* 1990), neuseeländischer Fußballspieler
- Kosta Lewanowitsch Chetagurow (1859–1906), ossetischer Schriftsteller und Maler
- Kosta Janew (* 1983), bulgarischer Fußballspieler
- Kosta Karamatskos (* 1986), deutscher Basketballspieler
- Kosta Manojlović (1890–1949), serbischer Komponist und Musikethnologe
- Kosta Paniza (1857–1890), bulgarischer Freiheitskämpfer und Militär
- Kosta Pećanac (1879–1944), serbischer Tschetnikführer
- Kosta Rodrigues (* 1979), deutscher Fußballspieler

### Künstlername „Costa“
- Costa Cordalis (1944–2019), deutschsprachiger Schlagersänger

### Kosta als Familienname
- Helga Kosta (1920–2014), deutsche Opernsängerin
- Jiří Kosta (auch: Heinrich Georg Kosta; 1921–2015), Wirtschaftswissenschaftler und Hochschullehrer
- Oskar Kosta (1888–1973), Übersetzer aus dem Tschechischen
- Peter Kosta (* 1955), Slawist
- Philipp Kosta (* 1991), italienischer Eishockeytorwart
- Sonja Kosta (* 1924), deutsche Schauspielerin und Sängerin
- Tomas Kosta (1925–2016), deutscher Verleger
- Zdeněk Košta (1923–2020), tschechoslowakischer Radrennfahrer

## Weiteres
- Kosta (Schweden), Tätort in der schwedischen Gemeinde Lessebo
- Orrefors Kosta Boda, Zusammenschluss mehrerer Glashütten in Schweden